# Labyrinth (Kontra-K-Album)
Labyrinth ist das fünfte Studioalbum des Berliner Rappers Kontra K. Es erschien am 20. Mai 2016 beim Musiklabel Four Music. Das Album wurde als Standard-, Premium- und Amazon-Edition, inklusive Instrumentals, veröffentlicht.

## Hintergrund
Das Album wurde Anfang März 2016 angekündigt. Am 5. April wurde die gesamte Titelliste veröffentlicht. Unter anderem sind die Rapper Bonez MC, RAF Camora und Skinny Al mit Gastbeiträgen auf dem Album vertreten.
In der Bonus-EP Vollmond, welche zusammen mit der Premium-Edition des Albums erhältlich war, wurde neben Bonez MC und Skinny Al auch mit Fatal zusammengearbeitet. Mit letzterem wurden die Titel Geblendet und Zeitlos aufgenommen.
Die Singles Wie könnt ich und Ikarus wurden vorab als Musikvideo auf YouTube veröffentlicht. Im Musikvideo zu Atme tief ein, was zwei Monate nach Release veröffentlicht wurde, spielte der Schauspieler Christoph Letkowski die Hauptrolle. Das Album erreichte am 27. Mai 2016 Platz eins der deutschen Album-Charts. In den deutschen Albumcharts des Jahres 2016 belegte es Rang 47 und in den HipHop-Jahrescharts Platz 7.
Produzenten waren Bazzazian, Daniel Grossmann und Matthias Mania.

## Titelliste

### Album
| #  | Titel                                        | Länge |
| -- | -------------------------------------------- | ----- |
| 1  | Atme tief ein                                | 3:31  |
| 2  | Ikarus                                       | 3:49  |
| 3  | Bis hierher                                  | 3:57  |
| 4  | Mitleid                                      | 3:34  |
| 5  | Hoffnung                                     | 4:34  |
| 6  | Wie könnt ich                                | 3:30  |
| 7  | Gut Böse (feat. Bonez MC, Nizi & RAF Camora) | 4:55  |
| 8  | Jetzt erst recht                             | 3:19  |
| 9  | Paradies (feat. Rico)                        | 4:15  |
| 10 | Nie wieder                                   | 3:29  |
| 11 | Kampfgeist 3                                 | 3:42  |
| 12 | An deiner Seite                              | 3:32  |
| 13 | Labyrinth                                    | 3:43  |
| 14 | Brot stapeln (feat. Fatal, Rico & Skinny Al) | 4:53  |
| 15 | Geist                                        | 3:52  |
| 16 | Tagtraum                                     | 3:21  |
| 17 | Sohn                                         | 3:06  |
| 18 | Bittersüß (feat. Haudegen)                   | 4:00  |

### Bonus-EP
| # | Titel                                           | Länge |
| - | ----------------------------------------------- | ----- |
| 1 | Courage                                         | 2:43  |
| 2 | Diemak (feat. Bonez MC)                         | 2:30  |
| 3 | Nur noch eine Kugel (feat. Skinny Al & Skepsis) | 5:36  |
| 4 | Geblendet (feat. Fatal)                         | 2:49  |
| 5 | Betonwüste                                      | 2:40  |
| 6 | Zeitlos (feat. Fatal)                           | 3:34  |
| 7 | Jeden Tag                                       | 3:50  |

## Rezeption

### Rezensionen
| Professionelle Bewertungen | Professionelle Bewertungen |
| -------------------------- | -------------------------- |
| Kritiken                   |                            |
| Quelle                     | Bewertung                  |
| laut.de                    | [ 7 ]                      |
| rappers.in                 | [ 8 ]                      |

Das Album erhielt gemischte Kritiken. Florian Peking von Laut.de kritisiert die fehlende Abwechslung im Album:

„Am Ende ist es also doch ein Labyrinth, das Kontra K abliefert: Im Irrgarten ist aber leider alles gleich. Zwar ist er ein sehr versierter Rapper und kann seine Lyrics passenderweise stets voller Power auf den Takt pressen. Doch verliert man sich in der ständig wiederholten Aussage der Blut-Schweiß-und-Tränen-Musik, so dass einen die angestrebte Energie der Songs nicht mehr erreicht, sondern zunehmend langweilt.“

Das Hip-Hop-Magazin rap.de teilt diese Einschätzung nicht und betrachtet das Album aus einem positiven Blickwinkel:

„Jeder Track ist ausbalanciert und kommt überzeugend daher – auch wenn die Themen meist miteinander verwandt sind. Eine musikalische Weiterentwicklung lässt sich jedoch erkennen. […] Rundum ein absolut gelungenes Album. Man schmeckt das Blut und den Schweiß von Kontra K beim Hören fast, er hat sich weiterentwickelt, bleibt aber gleichzeitig seiner Linie absolut treu.“

### Chartplatzierungen
| ChartsChartplatzierungen | Höchstplatzierung | Wochen |
| ------------------------ | ----------------- | ------ |
| Deutschland (GfK)        | 1 (20 Wo.)        | 20     |
| Österreich (Ö3)          | 4 (3 Wo.)         | 3      |
| Schweiz (IFPI)           | 8 (3 Wo.)         | 3      |

| ChartsJahrescharts (2016) | Platzierung |
| ------------------------- | ----------- |
| Deutschland (GfK)         | 47          |

### Auszeichnungen für Musikverkäufe
Im Juni 2017 erreichte das Album, etwa ein Jahr nach Release, Goldstatus in Deutschland.
| Land/Region        | Auszeichnungen für Musikverkäufe (Land/Region, Auszeichnung, Verkäufe) | Verkäufe |
| ------------------ | ---------------------------------------------------------------------- | -------- |
| Deutschland (BVMI) | Gold                                                                   | 100.000  |
| Insgesamt          | 1× Gold ·                                                              | 100.000  |